# جوليا خادارتسيفا
خادارتسيفا جوليا أخساربيكوفنا (بالروسية: Юлия Хадарцева) (وُلِدَت في 4 أكتوبر 1981، بياتيغورسك، في الاتحاد السوفيتي
) –
طبيبة نَفسيَّة روسيَّة، ورائِدة أعمال، خبيرة إذاعية وتلفزيونية. عامِلةٌ كذلك في نظام الملاحة المداري في روسيا. حائزة على الرقم القياسي العالمي لأطول تدريب نفسي استمر لأكثر من 26 ساعة. وقد عملت في مناصب إدارية في شركات مثل هاينز، يونيليفر، Schwarzkopf, Home Credit Bank.

## السيرة الذاتية
ولدت في بياتيغورسك بإقليم ستافروبول في 4 أكتوبر 1981.
الأب - خدرتسيف أخسربيك نيكولايفيتش (1949-2009)، ولد في أوسيتيا الشمالية في قرية جوسير. عمل في البناء.
الأم - فاسيليفا أولغا أركاديفنا (مواليد 1952) في غانيا. عملت مهندسة.
من عام 1981 إلى عام 1996 عاشت يوليا خادارتسيفا في فلاديكافكاز.
من آب (أغسطس) 1996 إلى تموز (يوليو) 1998، عاشت في كراسنودار، حيث تخرجت في عام 1999 من مدرسة ليسيوم رقم 48.
بعد المدرسة، التحقت يوليا بكلية كراسنودار للتجارة والاقتصاد، وتخرجت في عام 2001.
بعد انتقالها إلى موسكو، درست في جامعة الاقتصاد الروسية. ج. بليخانوف ومعهد موسكو للتحليل النفسي، حيث تلقت تعليمها كطبيبة نفسية.
ثم درست في جامعة موسكو التربوية الحكومية.
منذ عام 2011، تجري يوليا استشارات نفسية على شكل مجموعات منهجية 
 والألعاب التحويلية.

## العمل والإبداع
طورت جوليا خادارتسيفا طريقة ممنهجة من تأليفها، والتي تستند إلى 6 مستويات: المستوى الشخصي، الأبوي، العام، الكرمي، العالمي، الغريب. تجري جوليا تدريبات وتشكيلات ليس فقط في روسيا، ولكن في جميع أنحاء العالم، بما في ذلك في ميامي ودبي وبالي.
تدير جوليا خادارتسيفا مدونتها الخاصة مع أكثر من 1.5 مليون مشترك.
مشاركة منتظمة في الأحداث الاجتماعية جنبًا إلى جنب مع النجوم الأستعراضيين الانفلونسرز.
يوليا خدارتسيفا هي مؤلفة كتاب «عن المال: كل أسرار الثروة في كتاب واحد»»
وهي خبيرة في المواقع الإخبارية والمنشورات مثل كومسومولسكايا برافدا», «News.ru», في موسكوفسكي كومسوموليتس» واخرين..
هي خبير دائم في القناة الأولى، على قناة Muz TV ، Ren TV ، القناة الخامسة.

## الروابط
- Instagram
- الموقع الإلكتروني